# Полтавский проезд (Санкт-Петербург)
Полта́вский прое́зд — проезд в Центральном районе Санкт-Петербурга. Проходит от Полтавской и Миргородской улиц до Военной улицы.

## История
Название присвоено проезду 7 сентября 1998 года.

## Здания и сооружения
- Дом № 2 — жилой комплекс «Царская столица» (в 2014 году построена первая очередь)
- Дома № 4, 5 — службы и подразделения ОАО «Российские железные дороги»
- Дом № 9А — Почта России. Магистральный сортировочный центр

Жилые дома проезда имеют адрес по Невскому проспекту.

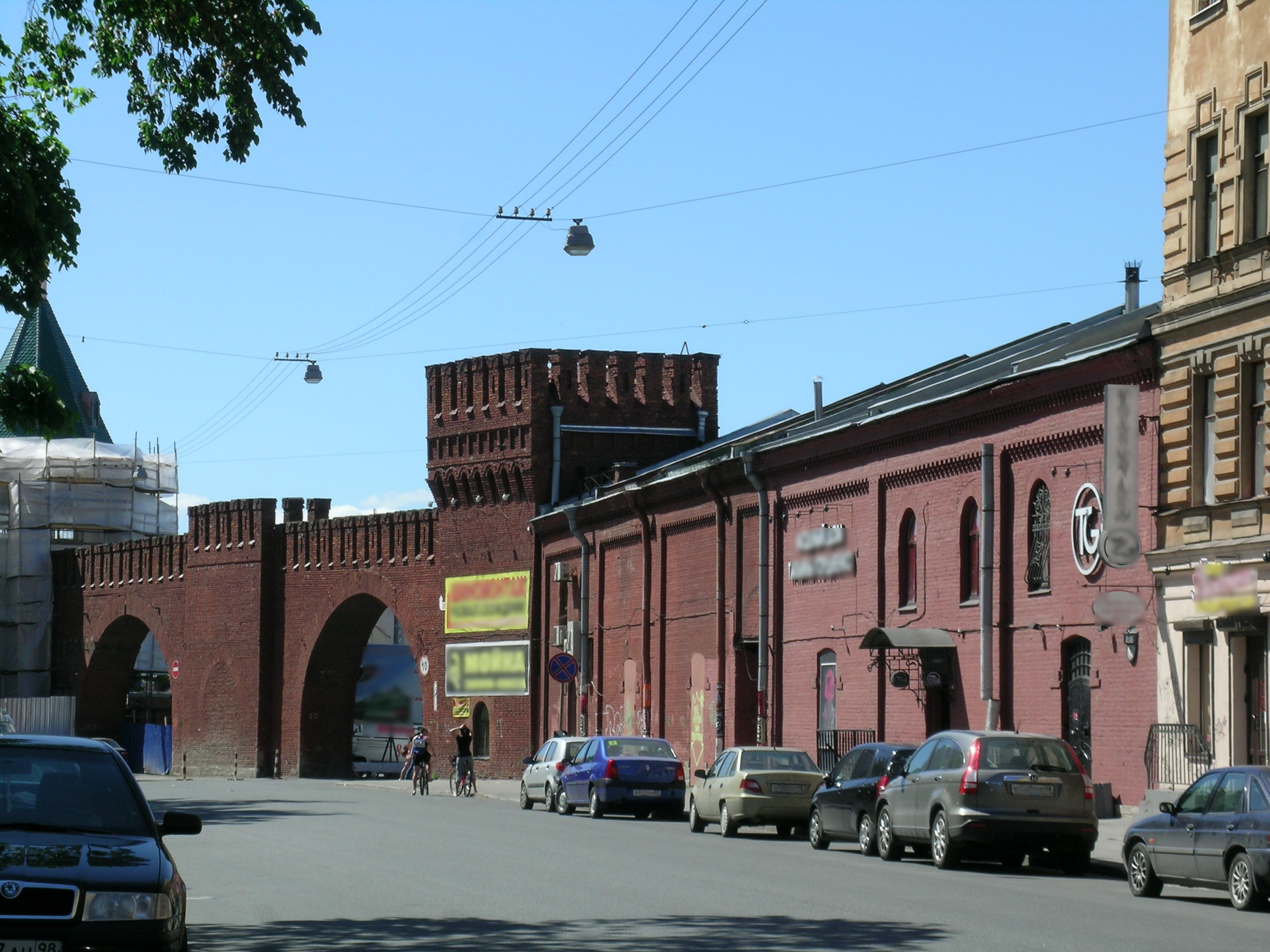
Арки ограды Фёдоровского собора, вид от Полтавской улицы

Въезд в Полтавский проезд осуществляется через арку ограды Фёдоровского собора, стилизованную под Кремлёвскую стену.

## Транспорт
- Станция метро «Площадь Восстания» (460 м)
- Московский вокзал (370 м)

## Пересекает следующие улицы
- Миргородская улица
- Полтавская улица
- Военная улица